# Pasquale Capone
Pasquale Capone (Salerno, 29 settembre 1896 – Cava de' Tirreni, 16 settembre 1943) è stato un militare italiano, decorato di medaglia d'oro al valor militare alla memoria nel corso della seconda guerra mondiale.

## Biografia
Nacque a Salerno il 29 settembre 1896, figlio di Matteo e Carmela Formisano. Arruolato nel Regio Esercito in forza all'arma di artiglieria nell’aprile 1917, venne assegnato al 3º Reggimento artiglieria da fortezza, partecipò alle operazioni belliche nel corso della prima guerra mondiale. L'anno successivo fu ammesso a frequentare il corso allievi ufficiali di complemento presso la Regia Accademia Militare di Fanteria e Cavalleria di Torino e nel dicembre 1918 fu promosso sottotenente. Assegnato al 50º Reggimento artiglieria da fortezza, dal gennaio all'aprile 1919 prese parte alle operazioni di guerra in Albania. Rientrato in Italia e trattenuto in servizio a domanda, fu promosso tenente nel 1920. Per un anno circa, dal maggio 1922 all'aprile 1923, prestò servizio alla Corte dei conti. Nominato tenente in servizio permanente effettivo nel 1925, con anzianità dal 1921, fu trasferito al 9º Reggimento artiglieria da campagna. Promosso capitano fu destinato al 10º Reggimento artiglieria di Corpo d'armata, dove ottenne la promozione a maggiore dal 16 maggio 1940.
Nell'ottobre successivo fu trasferito al 25º Raggruppamento artiglieria di Corpo d'armata in Africa Settentrionale Italiana; ma nel gennaio 1941, ammalatosi, rimpatriò a bordo di una nave ospedale. Dimesso dai luoghi di cura nel marzo, fu poi collocato in aspettativa per infermità.
Sofferente ritornò ad abitare a Cava de' Tirreni nella sua casa di campagna situata nella frazione Castagneto trovandosi così travolto nel 1943 dagli eventi bellici che seguirono lo sbarco alleato a Salerno. Il 16 settembre vide passare dalla sua casa in campagna alcuni militari tedeschi che avevano rastrellato dei civili che venivano allineati per essere passati per le armi. Nonostante fosse in casa solo con il padre Matteo ed il figlio di circa dieci anni, non esitò ad aprire il fuoco con armi proprie sul drappello tedesco. Ci fu uno sbandamento ed i civili riuscirono a porsi in salvo dandosi alla fuga. I soldati tedeschi, individuarono l'abitazione dalla quale erano partiti i colpi, sparando a raffica ne sfondarono la porta.
Capone vide cadere al suo fianco il vecchio padre e noncurante del rischio a cui esponeva se stesso e suo figlio, benché ferito e senza più munizioni si difese ancora strenuamente fino a quando non venne sopraffatto, strappato al figlio e trascinato in un bosco vicino, nei pressi della villa Cardinale, fu immediatamente fucilato. Il suo corpo fu ritrovato dopo due mesi circa, poco distante dalla sua casa e insepolto.
Alla memoria gli fu conferita la medaglia d'oro al valor militare alla memoria.